# Patio de los Naranjos (Las Palmas)
El patio de los Naranjos es un espacio abierto ajardinado de la Catedral de Canarias , se encuentra en el lateral sur de la catedral, en Las Palmas de Gran Canaria, isla de Gran Canaria, Canarias, España.

## Características
Realizado en el siglo XVII, su balconada típica canaria es única por su esbeltez y calidad. En 1586 se comunicó la catedral de Canarias con la antigua huerta a través de la llamada puerta del Aire, de estilo renacentista.
Las salas que lo bordean, antiguas dependencias catedralicias, albergan el Museo Diocesano de Arte Sacro de Las Palmas de Gran Canaria, creado en 1984. Este patio debe su nombre al patio de los Naranjos de la Catedral de Sevilla.